# باسیلوس
باسیلوس (نام علمی: Bacillus) نام یک سرده از رده باسیل و از خانوادهٔ باسیلاسه است. باسیلوس‌ها گرم مثبت، میله‌ای شکل و اغلب هوازی اجباری یا بی‌هوازی اختیاری هستند. این باسیل‌ها در همه جا حضور دارند و به‌علت تشکیل اسپور می‌توانند سال‌ها در محیط باقی بمانند.
سردهٔ باسیلوس شامل باکتری‌هایی است بزرگ و هوازی و گرم مثبت و میله‌ای که به‌صورت پشت سر هم قرار می‌گیرند. بسیاری از اعضای این جنس نظیر باسیلوس سرئوس و باسیلوس سوبتلیس به صورت ساپروفیت در خاک و آب و هوا و سبزیجات دیده می‌شوند. برخی از این باکتری‌ها به عنوان عامل بیماریزایی حشرات هستند مثل باسیلوس ترنجنسیس. این ارگانیسم قادر به ایجاد بیماری در انسان نیز می‌باشد. باسیلوس سرئوس قادر به رشد در غذاها بوده و به وسیله تولید انتروتوکسین مولد اسهال و توکسین تهوع زا ایجاد مسمومیت می‌نماید. باسیلوس آنتراسیس به دلیل ایجاد سیاه زخم پاتوژن عمده این جنس محسوب می‌شود.

## مورفولوژی
باسیلوس‌ها باکتری‌هایی با عرض ۱ میکرومتر و طول ۳ تا ۴ میکرومتر و دارای انتهای چهار گوش هستند که به صورت یک زنجیر طویل پشت سرهم قرار می‌گیرند. اسپور در مرکز این باکتری‌ها قرار دارد. این اورگانیسم‌ها بی حرکت می‌باشند.

## کشت و خصوصیات رشد باکتری
کلنی‌های باسیلوس آنتراسیس مدور هستند و در معرض نور دارای نماد «خرده شیشه» می‌باشند. باسیلوس آنتراسیس فاقد همولیز است اما باسیلوس سرئوس و باسیلوس‌های ساپروفیت معمولاً همولیز ایجاد می‌کنند. ژلاتین را ذوب کرده و پس از رشد در ژلاتین منظره ای شبیه به سرو وارونه ایجاد می‌نمایند.
باسیلوس‌های ساپروفیت برای تولید انرژی و رشد از منابع ساده نیتروژن و کربن استفاده می‌کنند. اسپورها برای مدت نامحدودی نسبت به تغییرات محیطی، خشکی، حرارت و برخی از ضدعفونی کننده‌های شیمیایی مقاوم بوده و سال‌ها در زمین خشک باقی می‌مانند. محصولات آلوده به اسپور آنتراکس (مانند: پوست، چرم، پشم و استخوان) را می‌توان از طریق اتوکلاو استریل نمود.